# Robbie Nevil
Robbie Nevil, född 2 oktober 1958 i Los Angeles, Kalifornien, är en amerikansk popsångare, gitarrist och låtskrivare.
Nevil gjorde tre skivor mellan åren 1986 och 1991. Hans största hit var "C'est la vie" från den självbetitlade debutskivan. Numera ägnar han sig åt att lansera andra artister och låtskriveri till Disney Hannah Montana och High School Musical tillsammans med Matthew Gerrard

## Karriär
Nevil började spela gitarr vid elva års ålder och spelade i en serie av coverband. Han började att utföra sin ursprungliga musik och undertecknade ett förlagsavtal 1983, började skriva låtar till The Pointer Sisters, El DeBarge och Earth, Wind & Fire.
År 1986 fick han sitt första skivkontrakt, signering med Manhattan Records, han spelade in sitt debutalbum tillsammans med producenterna Alex Sadkin och Phil Thornalley. Hans debut singel "C'est La Vie nådde 2 plats på Billboard Hot 100.
År 1988 släpptes Nevil sitt andra album, " A Place Like This", med singeln "Back On Holiday" & en andra singel, "Somebody Like You".
År 1991 var Nevil tredje album, "Day 1", ut till färre försäljningar, med singeln "For Your Mind", hans andra singel "Just Like You", blev hans största hit sedan 1987.
Nevil började skriva och producera för Babyface, Jessica Simpson och Destinys Child.
År 2006 samarbetade han med Matthew Gerrard på Smash Mouth albumet Summer Girl. Gerrard hade skrivit för Disney under en tid och deras arbete ledde till ett partnerskap som arbetar på Disney projekt, däribland The Cheetah Girls, High School Musical och Hannah Montana.
Robbie Nevil är bror till skådespelaren Alex Nevil.

## Diskografi
- 1986 – Robbie Nevil
- 1986 – A Place Like This
- 1991 – Day 1